# GTFO
GTFO è un singolo promozionale della cantautrice statunitense Mariah Carey, proveniente dal suo quindicesimo album d'inediti, intitolato Caution. Il brano è stato scritto dalla stessa cantante in collaborazione con Bibi Bourelly e Paul Jefferies, in arte Nineteen85, e prodotto da quest'ultimo. Mariah, nel presentare il singolo, lo ha descritto come un divertente assaggio, non troppo serio, del nuovo progetto discografico.
La canzone è stata eseguita live per la prima volta all'iHeartRadio Music Festival nel settembre 2018 insieme ad altri grandi successi della cantautrice.

## Accoglienza
Israel Daramola di Spin è stato positivo sulla canzone, definendola "un pezzo spettrale e tenero con un ritmo magnetico". Randall Colburn di Consequence of Sound ha elogiato la performance vocale di Carey e la strumentazione della canzone, apprezzandone "il flusso sognante". Anche R. Eric Thomas di Elle è stato positivo, descrivendo la traccia come "una sensuale midtempo". L'editore di Billboard Gil Kaufman ha descritto il brano come "permaloso". GTFO è stato incluso al numero 59 nella lista di Idolator dei 100 migliori singoli del 2018, e al numero 92 nella lista di NPR delle 100 migliori canzoni dell'anno.

## Video musicale
Anche se soltanto un singolo promozionale il 14 settembre Mariah rilascia, tramite il suo canale Vevo su Youtube, il video ufficiale della canzone diretto da Sarah McColgan. Nel video la Carey è da sola mentre si concede un bicchiere di vino e si rilassa in tranquillità cantando della sua relazione ormai finita.

## Tracce
Download digitale
1. GTFO – 3:27